# دفية (آلة موسيقية)
الدَفِّيّة أو النَقّارِيّة أو الطَبلة هي إحدى الآلات الموسيقية من فئة الآلات الإيقاعية. وهي نوع من الطبول تُصنف كطبلة نصف كروية، تتكون من غشاء يدعى رأس متمدد فوق وعاء كبير مصنوع عادةً من النحاس. معظم الفيات الحديثة لها دواسة ويمكن الطرق عليها بسرعة وبدقة من قبل اللاعبين المهرة من خلال استخدام دواسة القدم المتحركة. يتم لعبها بضرب الرأس بعصا طبلة خاصة تسمى عصا تيمباني أو مطرقة تيمباني. تطورت الدفية من الطبول العسكرية لتصبح العنصر الرئيسي في الأوركسترا الكلاسيكية في الثلث الأخير من القرن الثامن عشر. يتم استخدامها حاليا في أنواع كثيرة من الفرق الموسيقية، بما في ذلك فرق الحفلات، وفرق الأوركسترا، وحتى في بعض فرق الروك.

## التركيب

### الدفية البسيطة
يتكون الدفية البسيطة من رأس طبل تمتد عبر فتحة وعاء مصنوع عادة من النحاس  ، أو في نماذج أرخص، الألياف الزجاجية أو الألومنيوم. يتم لصق الرأس على طوق (يطلق عليه أيضاً طوق لحم)، والذي بدوره يُحفظ على الوعاء بواسطة طوق مضاد. عادة ما يتم تثبيت الطارة المضادة في المكان مع عدد من مسامير الضبط التي تسمى قضبان الشد الموضوعة بشكل منتظم حول محيط الدائرة. يمكن ضبط شد الرأس بتخفيف أو شد القضبان. معظم الدفيات لديها ستة إلى ثمانية قضبان شد.

### الدفية الآلية
إن تغيير درجة القرع عن طريق ضبط كل قضيب شد بشكل فردي هو عملية شاقة. في أواخر القرن التاسع عشر، تم تطوير أنظمة ميكانيكية لتغيير شد الرأس بأكمله دفعة واحدة. يمكن اعتبار أي دفية مجهزة بمثل هذا النظام «دفية آلية»، على الرغم من أن هذا المصطلح يشير عادة إلى الطبول التي تستخدم مقبضًا متصلًا بآلية ضبط من نوع العنكبوتي.

#### دفية ذات دواسة
إلى حد بعيد، فإن النوع الأكثر شيوعا من الدفية المستخدمة اليوم هي ذات الدواسة، والتي يسمح بتعديل شد الرأس باستخدام آلية الدواسة. عادة، يتم توصيل الدواسة بمسامير الشد عبر مجموعة من المعدن المصبوب أو قضبان معدنية تسمى العنكبوت.

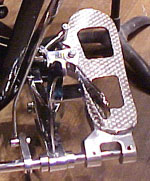
دواسة على دفية درسدن - القابض (على اليسار) يجب أن ينفصل لتغيير درجة الطبل.

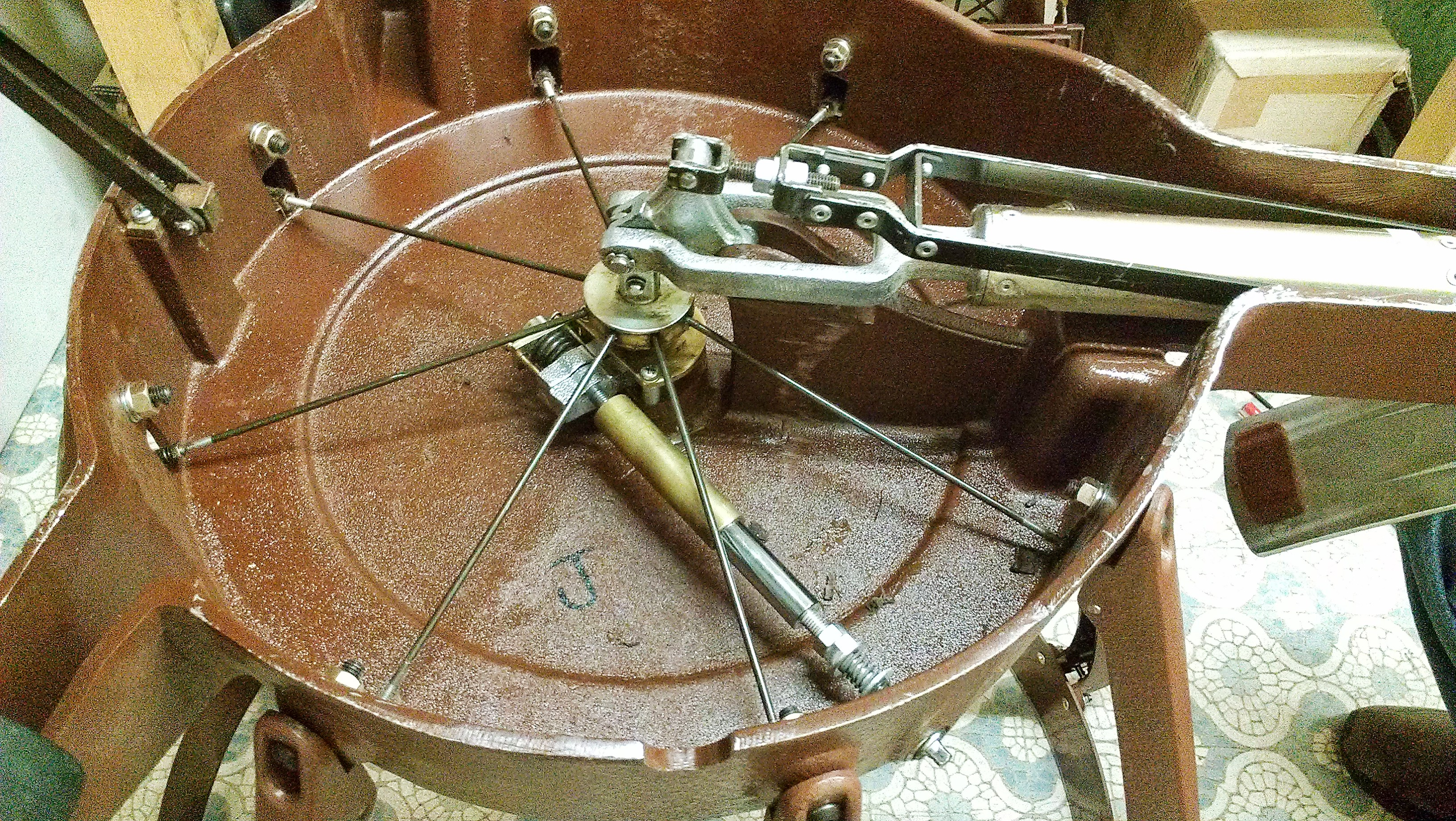
الجزء الداخلي من قاع دفية ياماها ذات الدواسة، يظهر نظام ضبط الشد الميكانيكي

### دفيات السلسلة
في سلسلة الدفيات، يتم توصيل قضبان الشد بواسطة سلسلة أسطوانية تشبه إلى حد كبير تلك الموجودة على الدراجة، على الرغم من استخدام بعض الشركات المصنعة لمواد أخرى، بما في ذلك كابل فولاذي. في هذه الأنظمة، يمكن تشديد أو فك جميع مسامير التوتر بواسطة مقبض واحد. على الرغم من أنها أقل شيوعا بكثير من ذات الدواسة، لا تزال دفيات السلسلة والكبل لها استخدامات عملية.

### الرؤس
مثل معظم الطبول، يمكن صنع رؤوس الدفية من مادتين: جلد الحيوان (عادة جلد العجل أو جلد الماعز)  أو البلاستيك (عادة فيلم PET). رؤوس البلاستيك متينة، ومقاومة للطقس، وغير مكلفة نسبيا. وبالتالي، فهي أكثر شيوعا من استخدام رؤوس الجلد. ومع ذلك، فإن العديد من الخبراء يفضلون رؤوس الجلد لأنها تنتج جرسًا «أكثر دفئًا». يتم تحديد رؤوس الدفية على أساس حجم الرأس. على سبيل المثال، الدفية بحجم 23 بوصة (58 سـم) قد تتطلب رأس بحجم 25 بوصة (64 سـم). وهذه الزيادة 2 بوصة (5 سـم) تم توحيدها من قِبل معظم مصنعي الدفيات منذ عام 1978.

## العصي والمطارق

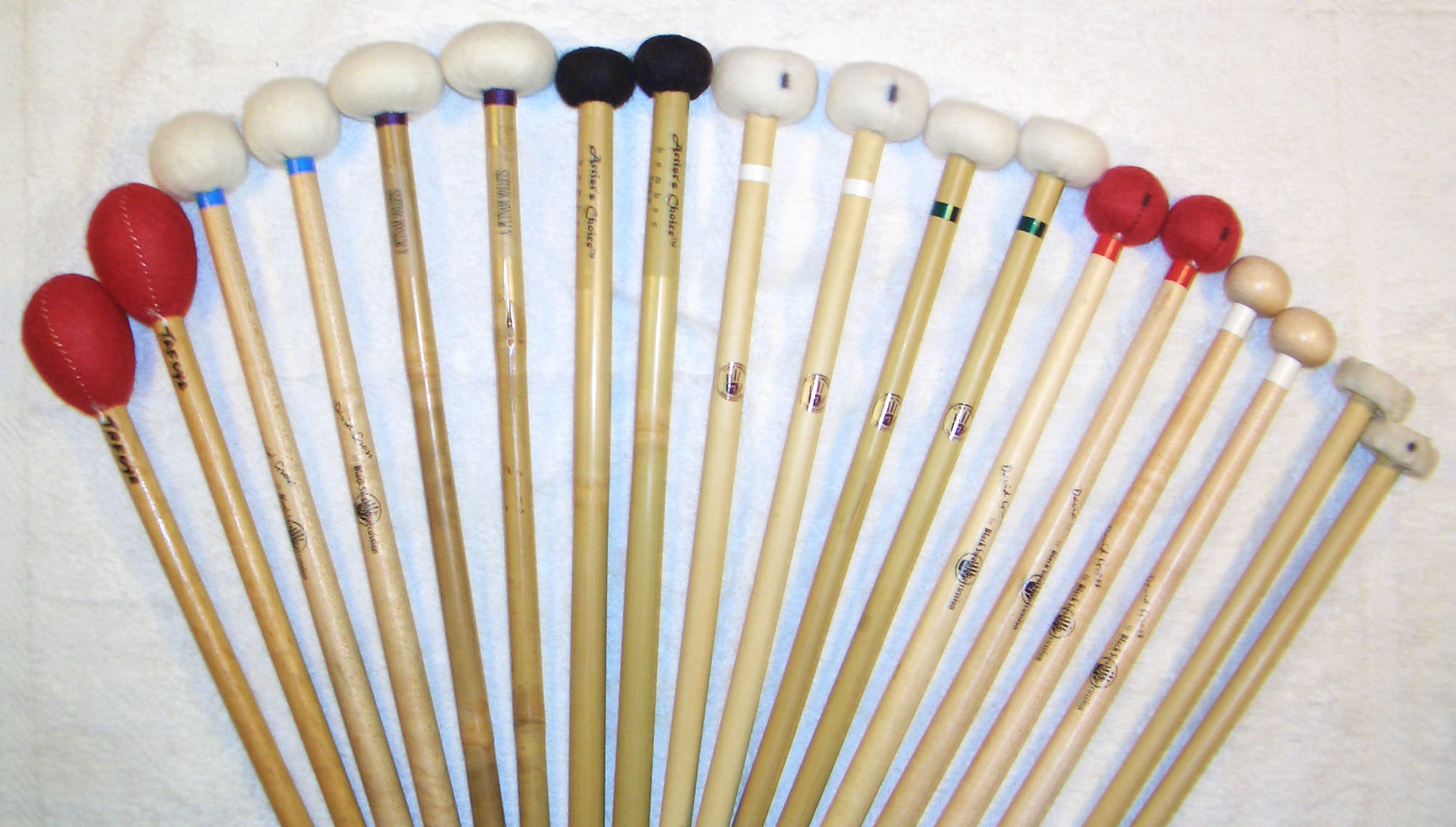
تستخدم مجموعة متنوعة من العصي لتنتج جرسا موسيقيا مختلفا.

يتم ضرب الدفية عادة بنوع خاص من عصا الطبل يدعى عصا تيمباني أو مطرقة تيمباني. تستخدم عصي تيمباني في أزواج. لديهم مكونان: رمح ورأس. عادة ما يتم تصنيع العمود من الخشب الصلب أو الخيزران، ولكن يمكن تصنيعه أيضًا من الألومنيوم أو ألياف الكربون. يمكن تصنيع الرأس من عدد من المواد المختلفة، على الرغم من أن الشعر المغلف حول نواة خشبية هو الأكثر شيوعًا. المواد الأساسية الأخرى تشمل اللباد المضغوط، الفلين، والجلد. ومن الشائع أيضا العصي غير المغلفة ذات الرأس الخشبية أوالفانيلا أوالجلود. تستخدم العصي الخشبية كتأثير خاص - وكانت تستخدم في وقت مبكر من العصر الرومانسي - وفي العروض الأصلية للموسيقى الباروكية.

## في الفرق الحديثة

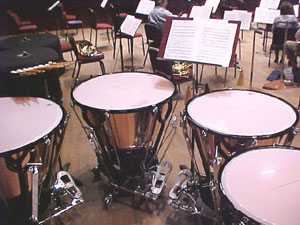
تتكون المجموعة القياسية من الدفيات من أربعة براميل.

### المجموعة القياسية
تتكون المجموعة القياسية للدفيات (تسمى أحيانًا وحدة التحكم) من أربعة براميل، أقطارها هي 32 بوصة (81 سـم) تقريبًا 32 بوصة (81 سـم) و29 بوصة (74 سـم) و26 بوصة (66 سـم) و23 بوصة (58 سـم). يتراوح نطاق هذه المجموعة من D <sub id="mw6w">2</sub> إلى A <sub id="mw7A">3</sub> تقريبا. يمكن لعب الغالبية العظمى من الأوركسترا باستخدام هذه الطبول الأربعة. ومع ذلك، فقد كتب المؤلفون المعاصرون للنطاقات الموسعة. يكتب إيغور سترافينسكي تحديدًا عن تيمبانو بيكولو في فيلم "طقوس الربيع". الطبول بيكولو عادة ما يكون قطرها 20 بوصة (51 سـم) ويمكن أن تصل إلى C 4.

## التاريخ

### تاريخ ما قبل الأوركسترا
كان أول استخدام مسجل لمفهوم Tympanum المبكر في «العصور القديمة، حيث كان معروفًا أنها كانت تستخدم في الاحتفالات الدينية من قبل العبرانيين». ويُعد قمر بيجينج، (بالإنجليزية Pejeng Moon) في بالي، أكبر طبلة برميلة من البرونز المصبوب في العالم، عمرها أكثر من ألفي عام. وهي أكبر بقايا معروفة من فترة العصر البرونزي في جنوب شرق آسيا". وهذة الطبلة موجودة في معبد بورا بيناتاران ساشي ".

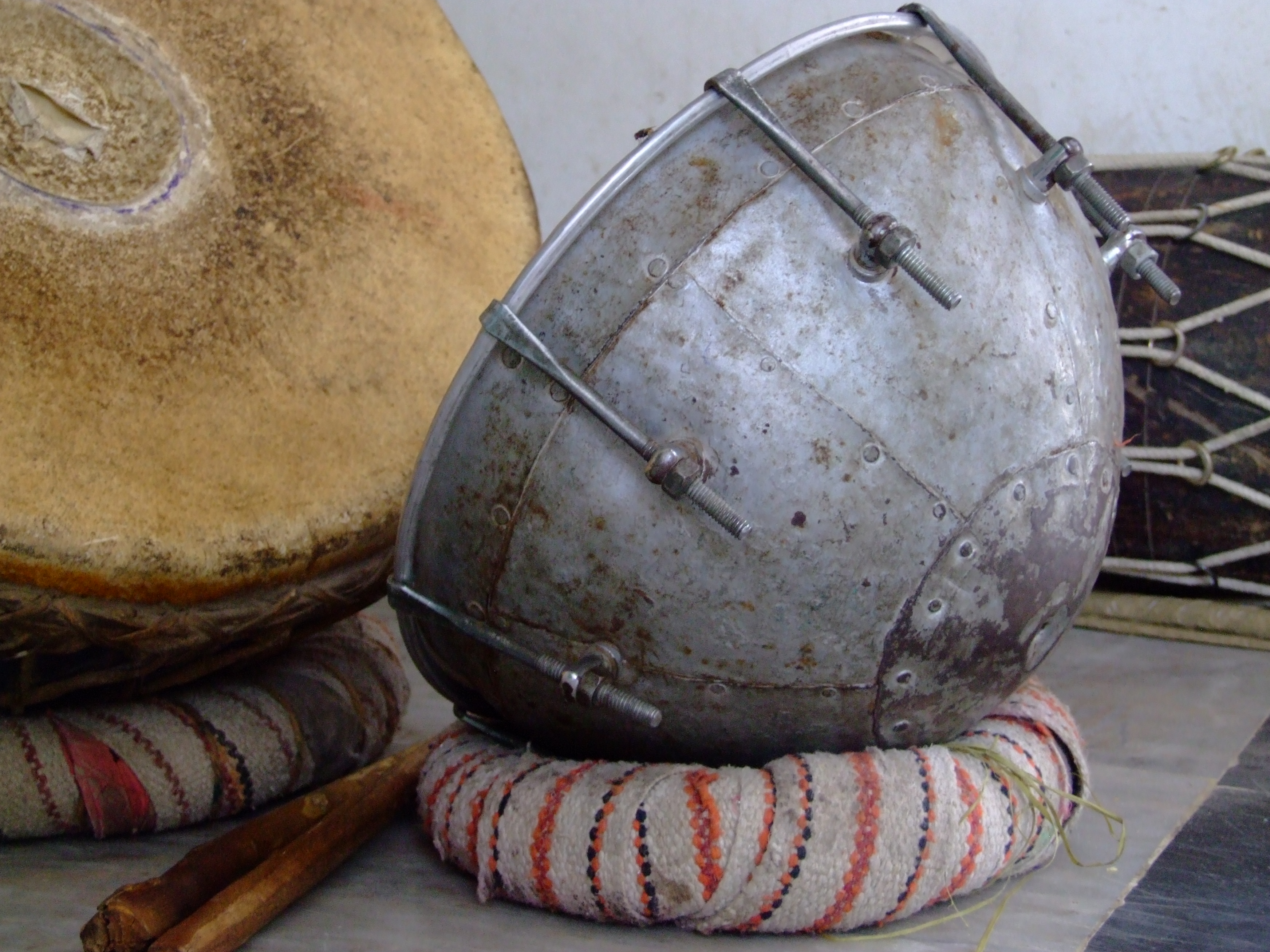
نقره من راجستان ، الهند

في عام 1188، كتب المؤرخ Cambro-Norman Gerald of Wales ، «تستخدم أيرلندا في المسرات اثنين من الأدوات فقط، القيثارة تحديدًا، والطبل.» 
تعتبر النقرة العربية، الأسلاف المباشرة لمعظم التيمباني، والتي جُلبت إلى أوروبا في القرن الثالث عشر من قبل الصليبيين والمسلمين. هذه الطبول، والتي كانت صغيرة (يبلغ قطرها حوالي 8 to 8 1⁄2 بوصة (20–22 سـم)) والتي تُربط على حزام اللاعب، كانت تستخدم في المقام الأول للاحتفالات العسكرية. ظل هذا الشكل من الدفيات قيد الاستخدام حتى القرن السادس عشر. تم استخدام مجموعة متنوعة من الدفيات في الشرق الأوسط منذ القرن الثاني عشر. تطورت هذه الطبول مع الأبواق لتكون الأدوات الأساسية لسلاح الفرسان. تستمر هذه الممارسة حتى يومنا هذا في أقسام من الجيش البريطاني، واستمر استخدامها مع الأبواق عندما دخلوا الأوركسترا الكلاسيكية.